# オーキッド・テクノロジー

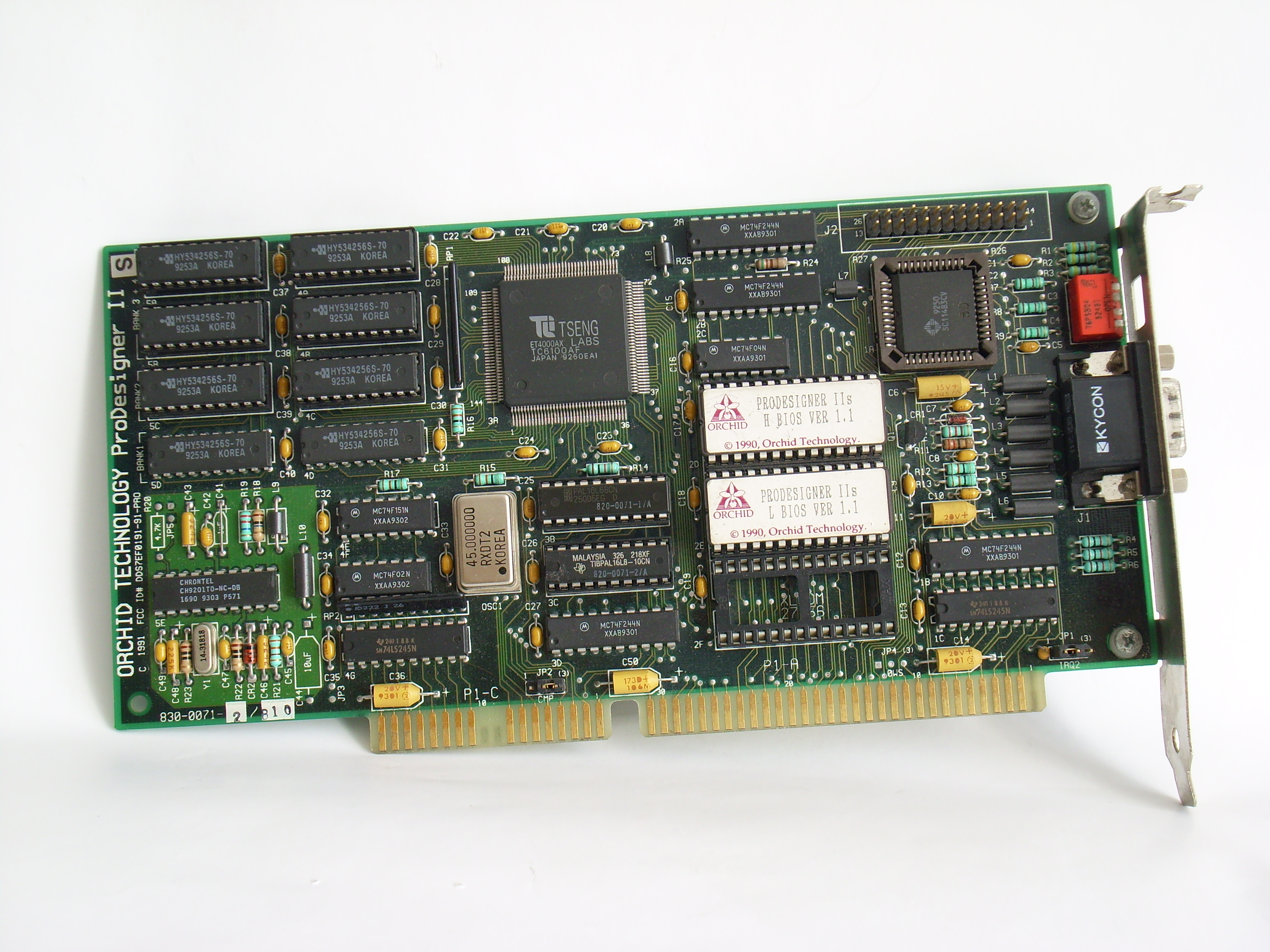
ProDesigner IIs (Tseng Labs ET4000AX)

オーキッド・テクノロジー（英語: Orchid Technology）はかつて米国に存在したコンピュータ周辺機器メーカー。
Apple IIやPC/AT互換機向けのアドオン拡張カードの設計・製造・販売を行った。
同社のもともとの主力製品はIBM PC互換機用の1Mbps LANカードPCNet Cardであった。LAN(Local Area Networking)の頭文字はベトナム語でラン（英語: Orchid）を指し、これが社名の由来である。
この製品を成功させた後、同社は80186や80286プロセッサーを搭載したPC Turbo、TinyTurbo、TurboVGAを代表とする高性能アドインカードを手がけるようになった。1987年から1994年にかけて、様々なメモリやビデオカードが発売された。
1988年、オーキッドは特権システム事業部でバックプレーンマザーボードの設計および販売を始めた。しかし、マイクロニクス・コンピューターズ(Micronics Computers)、ミレックス(Mylex)、アメリカン・メガトレンドといった、産業分野で旧来からブランドを持つマザーボードメーカーとの激しい競争にさらされて、市場シェアを獲得することができなかった。
1994年8月、同社はマザーボードメーカーのマイクロニクス・コンピューターに買収された。オーキッドはRighteous 3D、Fahrenheit Video3DおよびKelvin 64グラフィックアクセラレータでも知られる。同社はSoundWave 32、GameWave 32およびデジタルキャプチャ・再生システムのVidiolaシリーズといったマルチメディア製品も製造していた。

## 関連リンク
- Graphics Processing Unit